# Phare d'Albarnaz
Le phare d'Albarnaz (ou phare de Ponta do Albarnaz) est un phare situé sur le promontoire de Ponta do Albarnaz dans la freguesia de Ponta Delgada (pt) de la municipalité de Santa Cruz das Flores, sur l'île de Flores (Archipel des Açores - Portugal).
Il est géré par l'autorité maritime nationale du Portugal à Oeiras (Grand Lisbonne).

## Histoire
Il a été érigé à l'extrémité nord-ouest de l'île, sur une haute falaise. Il marque l'ouest de l'archipel des Açores ainsi que l'arrivée vers l'Europe pour la majeure partie du trafic maritime qui arrive dans cette zone.
Initialement conçu dans le cadre du « Plan général des phares et balises » sur le territoire de Santa Cruz das Flores, il a été adopté, en 1902, par le comité chargé de l'adaptation des anciens phares aux nouvelles technologies alors, qui proposait de l'installer sur Ponta do Albarnaz, à environ trois kilomètres du village, en bordure de la côte ouest pour pouvoir être vu de la côte de l'île de Corvo et tout au long de la côte nord-ouest de Flores.
En 1922, l'expropriation de 5525 mètres carrés de terrain a permis la mise en œuvre du phare. Véritable prouesse de construction, car il n'y avait pas d'accès routier à Ponta do Albernaz.
Le phare a commencé à fonctionner le 28 janvier 1925 en utilisant une lampe à pétrole. En 1928, la lampe a été remplacée par une lampe à incandescence alimentée par vapeur de pétrole. En 1956, il a été électrifié avec des groupes électrogènes et avec une lampe de 3.000 W. En 1983, il a reçu une lampe de 1.000 W. En 2005, il était le seul phare dans le pays non connecté au réseau électrique.
Identifiant : ARLHS : AZO016 ; PT-878 - Amirauté : D2708 - NGA : 23316.
|                   |
| Ponta do Albarnaz |

|          |
| Le phare |

### Lien connexe
- Liste des phares des Açores